# L'Italia futurista
L'Italia futurista è stata una rivista, nata il 1º giugno 1916 sotto la direzione di Emilio Settimelli e Bruno Corra, che rappresentò fino all’ultimo numero dell'11 febbraio 1918.
Nacque da un gruppo di futuristi fiorentini, dopo la chiusura della rivista letteraria «Lacerba» 22 maggio  1915, e diventò il forum principale del periodo del cosiddetto secondo Futurismo fiorentino.
Nella rivista, oltre agli articoli su vari argomenti, apparvero anche romanzi d’appendice, disegni, manifesti, sequenze di teatro sintetico futurista e altre opere ed eventi futuristi
Furono inoltre pubblicati i contributi del gruppo milanese, come Umberto Boccioni e Giacomo Balla e naturalmente da Filippo Tommaso Marinetti, la cui collaborazione alla rivista riguardò quasi costantemente la guerra come mezzo di rinnovamento vitale e lotta al passatismo sul n. 4, 25 luglio 1916.
Il contributo maggiore di Marinetti sull'argomento del bellicismo nazionalista fu pubblicato in un articolo, del 25 luglio 1916 sul n. 4,, intitolato "Contro Vienna e contro Berlino" - :
"La GUERRA è una grande e sacra legge della vita. Vita = aggressione. Pace universale = decrepitezza e agonia delle razze. Guerra = collaudo sanguinoso e necessario della forza di un popolo".
Nel n. 6, 25 marzo 1917, inoltre, fu ripubblicato il Programma politico futurista che era già apparso su "Lacerba" del 1913, dove appaiono evidenti i punti di contrasto tra l'ideologia marinettiana e il fascismo.
Sul n. 36 del 31 dicembre 1917 fu pubblicato in prima pagina l'elenco del gruppo pittorico futurista fiorentino, rispettivamente composto da Roberto Marcello Baldessari, Primo Conti, Arnaldo Ginna, Achille Lega, Neri Nannetti, Emilio Notte, Ottone Rosai, Giulio Spina, Lucio Venna e Vieri Nannetti.
Dove però risalta maggiormente la diversità del gruppo degli italiani futuristi di Firenze al confronto con il gruppo milanese e marinettiano è nei racconti e nelle prose dove dinamismo, velocità, paroliberismo sono assenti, e sostituiti da forme letterarie più vicine al prossimo surrealismo.
L'ITALIA FUTURISTA non continua assolutamente "Lacerba" di Papini e Soffici. "Lacerba", poco interessante e poco diffusa prima della conversione dei suoi fondatori al futurismo, acquistò grande valore e popolarità quando gli uomini come Marinetti, Boccioni, Russolo, Balla, Pratella, Buzzi, Cangiullo, ecc., le regalarono le loro stupende energie. Ma poi, essendosi ritirati questi vivificatori, Lacerba riprese la sua meschina vita fino alla morte che fu di tisi. L'iniezione futurista nel suo corpo fradicio di passatismo dette risultati per un certo tempo, poi il morbo congenito finì per trionfare".
Di particolare importanza le sequenze di teatro sintetico futurista per sensibilizzare il pubblico, ma ai generi tradizionali come la farsa, la pochade, la commedia, tutti di carattere pacifista e neutralista, sostituiscono un teatro "sintetico, atecnico, dinamico, simultaneo, alogico, irreale", come mezzo per incitare la nazione contro gli austriaci.
Nel 1917, dopo Caporetto, Filippo Tommaso Marinetti, Mario Carli ed Emilio Settimelli fondano un foglio politico che dirigono dal fronte, dal titolo "Roma futurista".
Nel frattempo vengono fondati i Fasci italiani di combattimento nel 1919, ai quali inizialmente aderirà il Partito Politico Futurista per poi abbandonarlo non più di un anno più tardi, a causa della svolta reazionaria e totalitaria di Benito Mussolini.